# 幕臣
幕臣（ばくしん）は、幕府の長である征夷大将軍を直接の主君として仕える武士のことである。

## 概要
一般的には、江戸時代において徳川家の直属の臣下の大名・旗本・御家人のうち、1万石未満の禄を与えられた旗本および御家人と呼ばれる身分の者のことを指す。
彼ら旗本・御家人は、所領を与えられた者でも領地への下向を行わずに江戸に常時居住し（交代寄合として大名同様参勤交代を行うものもいた）、自身の知行高に定められた軍役を果たす準備を満たして将軍家の常備直轄軍事力としての役割を果たす一方で、江戸幕府の各種の役職（軍職の番方や吏務職の役方）を果たし、幕府の軍人・官僚として仕えた。
幕臣は幕藩体制の下で特権を認められる世襲の武士身分であったが、江戸時代中頃から経済的に窮乏するようになり、下層の御家人の間では御家人株の売買による身分の流動が見られた。